# نمرود ألوني

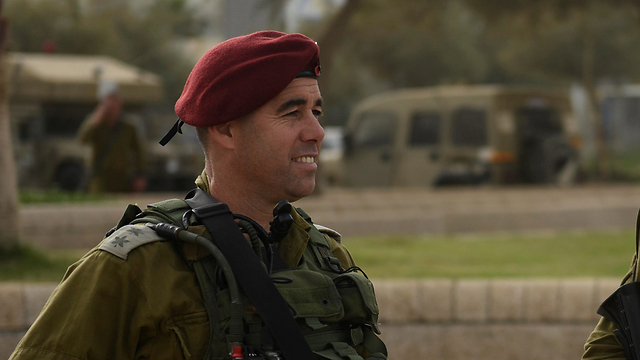
قائد لواء المظليين العقيد نمرود ألوني، حزيران 2016

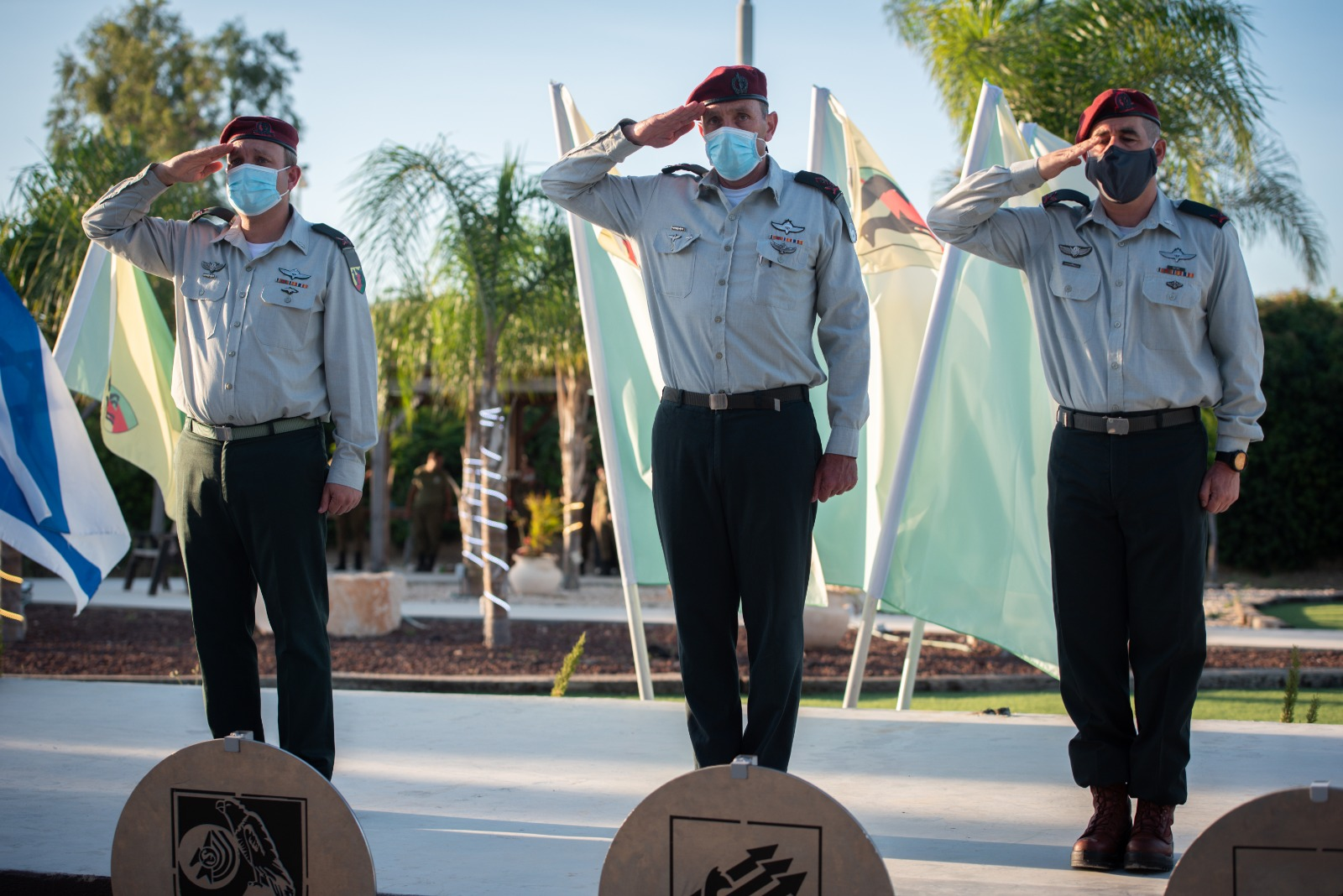
ألوني في حفل تعيينه قائداً لفرقة غزة، آب 2020 (أثناء وباء كورونا). من اليمين: ألوني، قائد المنطقة الجنوبية، هيرتزي هاليفي، وقائد الفرقة المنتهية ولايته، إليعازر توليدانو.

نمرود ألوني (بالعبرية: נמרוד אלוני‏)؛ (12 يوليو 1973) هو ضابط في الجيش الإسرائيلي برتبة آلوف (لواء)، يشغل منصب قائد فيلق العمق والكليات العسكرية [الإنجليزية]. شغل سابقاً منصب قائد فرقة غزة، ورئيس لواء التدريب في القوات البرية الإسرائيلية ورئيس مقر قيادة فيلق العمق، وهو كبير ضباط المشاة وقائد لواء المظليين الإسرائيلي. انتشرت أخبار على نطاق واسع تفيد أسره من قبل حماس في 7 أكتوبر في معركة رعيم. حيث نُشرت صورة بزعم أنها له وهو يمشي مأسوراً مرتدياً ملابسا رياضية ونظارة شمسية برفقة اثنين من مسلحي حماس. لكن المتحدث باسم الجيش الإسرائيلي نفى هذه المزاعم. لاحقا، قيمت وكالة أسوشيتد برس هذا الادعاء على أنه كاذب بعد مقطع فيديو بثه الجيش الإسرائيلي في 8 أكتوبر يظهر ألوني يتحدث مع مسؤولين عسكريين إسرائيليين آخرين.

## الحياة الشخصية
ألوني يعيش في كيبوتس جونين، متزوج من ميريف وأب لأربع بنات. حاصل على البكالوريوس في القانون من مركز هرتسليا متعدد التخصصات، ودرجة الماجستير في الدراسات العسكرية والأمن القومي من الجامعة العبرية في القدس، ودرجة ماجستير إضافية في الإستراتيجية وإدارة الموارد الوطنية من جامعة الأمن القومي في الولايات المتحدة. خريج برنامج القيادة العليا بمؤسسة ويكسنر.

## حياته العسكرية
التحق بالجيش الإسرائيلي عام 1991 وخدم بسلاح المظليين لسنوات ، قبل تعيينه قائدًا للكتيبة 35 بسلاح المظليين ، التابعة لفرقة النار، والتي شاركت في الأحداث جنوب لبنان، ما بين عامي 1998و1999 ، واستمر في الترقي داخل الجيش حتى عين قائدًا لسيرت المظليين (الوحدة الخاصة) ما بين عامي 2001 و2002 ، وشارك خلالها في أحداث انتفاضة الأقصى بالضفة الغربية ليكون مشاركا رئيسيًا في كل الانتهاكات التي ارتكبها الجيش الإسرائيلي خلال تلك الفترة ، وفي عام 2005 تمت ترقيته لرتبة مقدم ، وتعيينه قائدا لكتيبة الجوالة بسلاح المظليين ، وشارك خلالها في حرب لبنان الثانية 2006 ، وتولى بين عامي 2007 – 2008، منصب قائد فريق في كلية القيادة التكتيكية، ثم عين قائدًا لوحدة مجلان بين عامي 2008-2010 ، والتي كانت عبارة عن وحدة خاصة لسلاح المشاة في الجيش الاسرائيلي، وكانت تختص بتشغيل منظومات أسلحة خلف خطوط العدو ، وفي عام 2010 ، تمت ترقية ألوني لرتبة عقيد، وعين قائد لواء السامرة، وخدم بهذا المنصب حتى العام 2012 ، وبعد حدوث عملية أدت لمقتل 5 مستوطنين قرب نابلس ، تقاعد للتعليم ، ليعود في عام 2013 قائدا لفرقة النار ، وفي العام 2014 عين قائدا لقاعدة التدريبات العسكرية “لخيش” بالجنوب ، وعمل بهذا المنصب حتى العام 2015 ، في يوليوز 2015 ، عين ألون قائدا للواء المظليين ، حيث تمت ترقيته لرتبة عميد بالعام 2017 ، بعد ذلك تم تعيينه قائدا لقسم التدريب بذراع البر، وعمل بهذا المنصب حتى العام 2018، وفي نهاية العام عين بمنصب الضابط الرئيسي لقوات المشاة بسلاح المظليين ، وخدم بهذا المنصب حتى نهاية العام 2019 ، وفي 2020 عين قائدا لفرقة غزة بالمنطقة الجنوبية، وهي فرقة عسكرية إقليمية تابعة للقيادة الإقليمية الجنوبية بالجيش الإسرائيلي.